# Karl Junker (Schachspieler)
Karl Junker (* 21. April 1905 in Meiningsen, Kr. Soest/Westf; † 13. Januar 1995) war ein deutscher Schachkomponist und Schachschriftsteller.

## Leben
Schach erlernte Junker als Zwölfjähriger vom Vater. Durch seinen Mathematiklehrer, den westfälischen Meister Dr. Schäfer, brachte er es zu einiger Spielstärke. Junker arbeitete von 1927 bis 1934 als Journalist, später als Volksschullehrer. Danach wurde er Rektor der Volksschule in Neuenrade. Zeitweise leitete er auch die Volkshochschule in Neuenrade. Sein erstes Schachproblem veröffentlichte Karl Junker 1923. In den 1950er Jahren belegte er in mehreren Kompositionswettbewerben den ersten Platz. Vorzugsweise komponierte er Drei- und Mehrzüger. Daneben spielte er auch passabel Turnierschach in den 1930er Jahren bei Hauptturnieren des Westfälischen Schachverbandes. Wenn es seine Zeit erlaubte, spielte er auch in seiner Heimatstadt Neuenrade in Westfalen im Schachverein. Junker betreute mehrfach Rubriken zur Schachkomposition. 1964 war er Schriftleiter der Zeitschrift Die Schwalbe. Seine eigenen Kompositionen veröffentlichte er 1971 (Ausgewählte Schachaufgaben) und 1978 (Ausgewählte Schachaufgaben – 2. Auflage). 1962 überarbeitete er zusammen mit Rudolf Teschner das Werk Das Schachspiel. Systematisches Lehrbuch für Anfänger und Geübte von Siegbert Tarrasch. In Klaus Lindörfers Großes Schach-Lexikon schrieb er den Problemteil. In seiner Freizeit befasste er sich noch mit Heimatgeschichte, Brauchtum und Naturkunde. Er verfasste Beiträge für die Regionalzeitungen im damaligen Kreis Altena. 1955 gab er das Heimatbuch der Stadt Neuenrade 1355-1955 heraus.